# Museo de Datos Históricos
El Museo de Datos Históricos,  es un museo y antigua estación ferroviaria localizado en Tulancingo de Bravo, estado de Hidalgo (México).

## Historia
En el año 1893 llegó a Tulancingo por primera vez un ferrocarril, y llegando al edificio que Gabriel Mancera había construido para tal fin, sede del Museo de Datos Históricos. En 1996 se adecuó una casa ubicada en el centro de la ciudad, al sur de "La Floresta", para exponer los archivos que tulancinguenses donaron. En 1999 se traslada a su actual ubicación. El 1 de enero de 2000 el museo fue inaugurado. Se reinauguró el 5 de septiembre de 2008, por el presidente municipal de Tulancingo, Ricardo Bravo D., y por Sergio Camarena, Director del Centro INAH Hidalgo.

## Arquitectura
Se encuentra en la estación del Ferrocarril de Hidalgo en Tulancingo. Cuenta con una sala con exposiciones permanentes y una sala elevada de exposiciones temporales.

## Instalaciones
La exposición arqueológica permanente consta de 41 piezas, así como  fragmentos de herramientas, utensilios y figuras alusivas a los dioses prehispánicos. También existe la exposición permanente del Archivo Histórico Fotográfico, con fotos de antiguas de Tulancingo.